# Prudemanche
Prudemanche ist eine französische Gemeinde mit 264 Einwohnern (Stand: 1. Januar 2022) im Département Eure-et-Loir in der Region Centre-Val de Loire; sie gehört zum Arrondissement Dreux und zum Kanton Saint-Lubin-des-Joncherets. 

## Geographie
Prudemanche liegt an der Avre, etwa 45 Kilometer nordwestlich von Chartres. Umgeben wird Prudemanche von den Nachbargemeinden Dampierre-sur-Avre im Norden, Saint-Lubin-des-Joncherets im Nordosten, Laons im Osten und Südosten, Crucey-Villages im Süden und Südwesten, Saint-Lubin-de-Cravant im Südwesten und Westen, Revercourt im Westen und Nordwesten sowie Bérou-la-Mulotière im Nordwesten.

## Bevölkerungsentwicklung
| Jahr                       | 1962 | 1968 | 1975 | 1982 | 1990 | 1999 | 2006 | 2017 | 2020 |
| Einwohner                  | 143  | 118  | 119  | 112  | 150  | 196  | 245  | 256  | 261  |
| Quellen: Cassini und INSEE |      |      |      |      |      |      |      |      |      |

## Sehenswürdigkeiten
- Kirche Saint-Lubin
- Dolmen de la Grosse-Pierre (Prudemanche)